# Christliche Liga – Die Partei für das Leben
Die Christliche Liga – Die Partei für das Leben (Kurzbezeichnung: LIGA) war eine deutsche Kleinpartei. Sie wurde 1985 als Christliche Partei für das Leben (Kurzbezeichnung: CPL) gegründet und 1995 aufgelöst.

## Programmatik
Die Partei setzte sich eigenen Angaben zufolge „für den Aufbau einer christlichen Gesellschaftsordnung“ ein. Das Parteiprogramm der Christlichen Liga von 1993 erklärte „die Bibel als geoffenbarte und zuverlässige Informationsquelle über den Willen des Schöpfers“ zur „Basis ihrer Weltsicht“. Eines der Hauptthemen war der „Lebensschutz“, d. h. insbesondere die Bekämpfung des Schwangerschaftsabbruches. Daneben vertrat sie traditionelle Ehe- und Familienstrukturen, Mann und Frau sollten sich auf ihre jeweils „wesenseigene Rolle“ besinnen. Im Scheidungsrecht forderte die CPL eine Rückkehr zum 1976 abgelösten Schuldprinzip. Pornographie, Prostitution, schulischen Sexualkundeunterricht, Jugendreligionen, okkulte Vereinigungen sowie obszöne und blasphemische Kunst erklärte sie zu Bedrohungen der Menschenwürde. Auch Gentechnik und künstliche Befruchtung lehnte sie ab.
Außerdem sprach sie sich für „ein gesundes National- und Heimatbewußtsein“ in einem „Europa der Vaterländer“ aus. Eine darüber hinausgehende europäische Integration lehnte sie ab. In der CPL trat ein verschwörungstheoretischer Hintergrund offen zu Tage, wonach eine antichristliche Weltdiktatur mit einer Einheitsweltreligion und Gleichmacherei der Völker zu befürchten sei. „Der internationale Sozialismus […] faschistische Bewegungen oder großkapitalistische Imperien“ seien sämtlich Handlanger der Freimaurerei. Christentum und Liberalismus erklärte die Liga für unvereinbar, weshalb es die damals in der Bundesrepublik regierende christlich-liberale Koalition nicht geben dürfte. Eine besondere Gefahr sah sie in „rot-grüne[n] Anarcho-Sozialisten“.

## Organisation
Erster Vorsitzender war Josef Ripsam. Ihm folgte später Ewald Jaksch. Die CPL gab ihre Mitgliederzahl mit 3.000 an. Die LIGA hatte 1988 ungefähr 500 Mitglieder.

## Geschichte
Die Partei wurde am 13. April 1985 von Mitgliedern der Zentrumspartei um Josef Ripsam als Christliche Partei für das Leben gegründet.  1987 benannte sich die CPL nach Aufnahme weiterer Teile des Zentrums in Christliche Liga – Die Partei für das Leben um. Unter diesem Namen trat man mehrmals zu Wahlen an. In der Wendezeit gründeten sich auch in der DDR Gruppen der Christlichen Liga. Die Partei versuchte, sich als Dachverband der christlichen Parteien zu positionieren, und führte Fusionsverhandlungen unter anderem mit der Partei Bibeltreuer Christen. 1995 löste sich die Partei zugunsten der neu gegründeten Christlichen Partei Deutschlands (CPD) auf. Diese ging 2002 schließlich wieder in der Zentrumspartei auf.

## Wahlen
- Bundestagswahlen
  - 1990 39.640 Stimmen, 0,09 %
  - 1994 5.195 Stimmen, 0,01 %
- Volkskammerwahl (DDR)
  - 1990 10.961 Stimmen, 0,1 %
- Europawahlen
  - 1989 30.879 Stimmen, 0,1 %
  - 1994 40.115 Stimmen, 0,1 %
- Landtagswahlen
  - Baden-Württemberg 1988, 6.651 Stimmen, 0,14 %
  - Thüringen 1990, 0,3 %
  - Sachsen 1990, 0,5 %
  - Brandenburg 1990, 2.721 Stimmen, 0,21 %
  - Sachsen-Anhalt 1990, 0,2 %
  - Bayern 1990, 0,06 %
  - Baden-Württemberg 1992, 644 Stimmen
  - Bayern 1994, 8.206 Stimmen (2 Stimmen pro Wähler), 0,1 %